# بني العصري (حجة)

تعديل مصدري - تعديل

بني العصري هي إحدى قرى عزلة جبل عيان بمديرية حجة التابعة لمحافظة حجة، بلغ تعداد سكانها 1435 نسمة حسب تعداد اليمن لعام 2004.